# Valle de Santiago
Valle de Santiago é um município do estado de Guanajuato, no México.